# Bernard Grimaldi
Bernard Grimaldi est un compositeur de musique pour le cinéma et la télévision et également un auteur-compositeur-interprète.

## Biographie
Bernard Grimaldi commence sa carrière en signant plusieurs musiques de documentaires dont Les Gitans de la mer de Raymond Adam et Jean Pierre Janssen et  Le Vent des amoureux de Albert Lamorisse.

Après avoir composé un grand nombre de musiques de films publicitaires  dont en particulier la série des films Gauloise, les fils de la terre réalisés par David Bailey pour l'agence Saatchi & Saatchi qui furent plusieurs fois récompensés, il rencontre en 1994 le réalisateur Fabien Onteniente et signe la musique de son second long métrage Tom est tout seul. 
Dès lors il décide de se consacrer à l'écriture musicale pour le cinéma et la télévision. Parmi ses B.O. People , la suite de Jet Set avec José Garcia et Rupert Everett, Clémentine, FIPA d’Or de la meilleure musique originale de fiction 2008,  93, rue Lauriston, prix de la meilleure réalisation au Festival de Monte Carlo 2005, ou encore L’Affaire Ranucci, l’un des évènements de la rentrée 2006 sur TF1 et les 24 épisodes de la série policière Les enquêtes d’Eloïse Rome qui ont régulièrement battu des records en taux d’audience sur France 2 et les 12 épisodes de la série Odysseus (2012), co-production européenne de fiction retraçant la dernière partie de l'Odyssée d'Homère, à partir du retour d'Ulysse à Ithaque. 
Parallèlement, Bernard Grimaldi est l'auteur-compositeur-interprète en 1978 et 1980 de deux albums culte en duo avec le guitariste Bernard Zeiher sous le nom Grimaldi/Zeiher, enregistrés aux États-Unis, avec des musiciens issus de Toto, Steely Dan, et Michael Franks.

### Divers
Depuis 2002, Bernard Grimaldi est engagé dans les organisations françaises et européennes de compositeurs qu’il a personnellement contribué à créer et à développer. 
Membre administrateur depuis l’origine de l'UCMF (Union des Compositeurs de Musiques de Films), il en devient le Président en juin 2008. 
Il devient en janvier 2006 président fondateur de la FFACE (Federation of Film and Audiovisual Composers of Europe) qui regroupe les principales organisations de compositeurs de treize pays d'Europe.
En mars 2007, Bernard Grimaldi est nommé à Madrid coprésident d’ECSA (European Composer and Songwriter Alliance), organisation qui regroupe à présent 27 pays et tous les compositeurs d’Europe au travers de leurs trois fédérations internationales (Classique/contemporain, Musique pour l’Image et chanson populaire).

## Filmographie

### Cinéma
- 1978 : Le Vent des amoureux, d'Albert Lamorisse
- 1995 : Tom est tout seul, de Fabien Onteniente
- 1996 : La Chica, de Bruno Gantillon
- 1998 : Journal intime des affaires en cours, de Philippe Harel et Denis Robert
- 1998 : Bingo!, de Maurice Illouz
- 2004 : People, de Fabien Onteniente

### Télévision
- 1996 : Le Tuteur, de Fabien Onteniente
- 1997 : En danger de vie, de Bruno Gantillon
- 1999 : Frères Et Flics, de Bruno Gantillon
- 2000 : Entre l'arbre et l'écorce, de Bruno Gantillon
- 2000 : La passion Schliemann, de Bruno Gantillon
- 2001 : Le Marathon du lit, de Bruno Gantillon
- 2001 : Les Enquêtes d'Éloïse Rome, de Sophie Révil et Philippe Setbon
- 2001 : Fabien Cosma, de Philippe Roussel
- 2002 : Un mois à nous, de Denys Granier-Deferre
- 2004 : 93, rue Lauriston, de Denys Granier-Deferre
- 2005 : Le meilleur commerce du monde, de Bruno Gantillon
- 2006 : Une mère, de Denys Granier-Deferre
- 2008 : Clémentine, de Denys Granier-Deferre

## Discographie

### Avec Grimaldi/Zeiher
- 1978 : Grimaldi/Zeiher (RCA Records)
- 1980 : Récidive (RCA Records)

## Récompenses
FIPA d'or de la meilleure musique originale de fiction télévisuelle pour Clémentine au Festival International des Programmes Audiovisuels de Biarritz, 2008